# Cayo Congo
El Cayo Congo (en inglés: Congo Cay) es una isla en el Territorio no incorporado de las Islas Vírgenes de los Estados Unidos en el norte de las Antillas Menores. Se ubica al este de la Roca Carval (Carval Rock) y al norte de los cayos de Lovango (Lovango Cay) y Mingo (Mingo Cay).